# Echinocereus ortegae
Echinocereus ortegae ist eine Pflanzenart in der Gattung Echinocereus aus der Familie der Kakteengewächse (Cactaceae). Das Artepitheton ortegae ehrt den mexikanischen Botaniker Jesus Gonzalez Ortega (1876–1936).

## Beschreibung
Echinocereus ortegae bildet dichte Gruppen von bis zu 30 Zentimeter Durchmesser, die aus zahlreichen Trieben bestehen. Die dunkelgrünen, zylindrischen, meist aufrechten Triebe sind 10 bis 40 Zentimeter lang und weisen Durchmesser von 2,5 bis 4 Zentimeter auf. Es sind zehn bis 16 gehöckerte Rippen vorhanden. Die nadeligen oder borstenartigen Dornen sind weißlich bis bräunlich. Die drei bis sechs Mitteldornen weisen Längen von 0,9 bis 2,2 Zentimeter auf. Die zehn bis 16 Randdornen sind bis zu 8 Millimeter lang.
Die röhrenförmigen bis trichterförmigen, leicht zygomorphen Blüten sind leuchtend scharlachrot. Sie erscheinen an den Seiten der Triebe, sind 6,5 bis 10 Zentimeter lang und erreichen einen Durchmesser von 4,5 bis 10 Zentimeter. Die eiförmig Früchte sind grün und enthalten weißes Fruchtfleisch. Die auf ihnen befindlichen Dornen fallen ab.

## Verbreitung, Systematik und Gefährdung
Echinocereus ortegae ist in den mexikanischen Bundesstaaten Sonora, Sinaloa und Durango verbreitet.
Die Erstbeschreibung durch Jesús González Ortega wurde 1929 veröffentlicht.
In der Roten Liste gefährdeter Arten der IUCN wird die Art als „Data Deficient (DD)“, d. h. mit keinen ausreichenden Daten geführt.

## Nachweise